# Барда (Пермский край)
Барда́ — село на юге Пермского края. Административный центр Бардымского района и Бардымского сельского поселения. Самое крупное село края.
Расположено на левом берегу Тулвы в 125 км к юго-юго-западу от Перми и в 40 км к югу от Осы. В селе протекают притоки Тулвы — Барда, Казьмакты, Сюздеелга.

## В массовой культуре
Село было упомянуто в сериале Реальные пацаны (6 сезон, 2 серия)

## Этимология
Поселение получило своё название по одноименной близлежащей реке Барда, гидроним же имеет тюркское происхождение и восходит искажённому слову бярде что означает «хариус».

## История
Первое упоминание об этом селе в дозорной книге 1630—1631 гг. В 1750 г. здесь была построена первая мечеть, а в 1760 г. при ней была зарегистрирована первая мусульманская школа (медресе). В 1834 году в селе было 34 двора, в которых проживало 223 башкир, которыми было засеяно осенью 1841 года 896 пудов озимого и весной 1842 г. 128 пудов ярового хлеба. В 1834 г. из 34 дворов 18 были малые, 15 — неразделенные. Празднуются национальные праздники: Барда-Зиен, Сабантуй, которые отмечаются раз в год в середине июня.

## Население
| 1959 | 1970  | 1979  | 1989  | 2002  | 2005  | 2010  | 2021  |
| ---- | ----- | ----- | ----- | ----- | ----- | ----- | ----- |
| 3881 | ↗4977 | ↗5803 | ↗7667 | ↗8490 | ↗8933 | ↘8826 | ↗9972 |

По итогам переписи населения 2020 года: татары — 59,2 %, башкиры — 32,4 %, русские — 4,9 %.
По результатам переписи 2010 года численность населения составила 8826 человек, в том числе 4120 мужчин и 4706 женщин.
Национальный состав села согласно Всероссийской переписи 2002 года: башкиры — 62,6 %, татары — 31,3 %, русские — 5 %.
В 1926 году в селе проживало 2322 башкир и 125 русских.

## Экономика

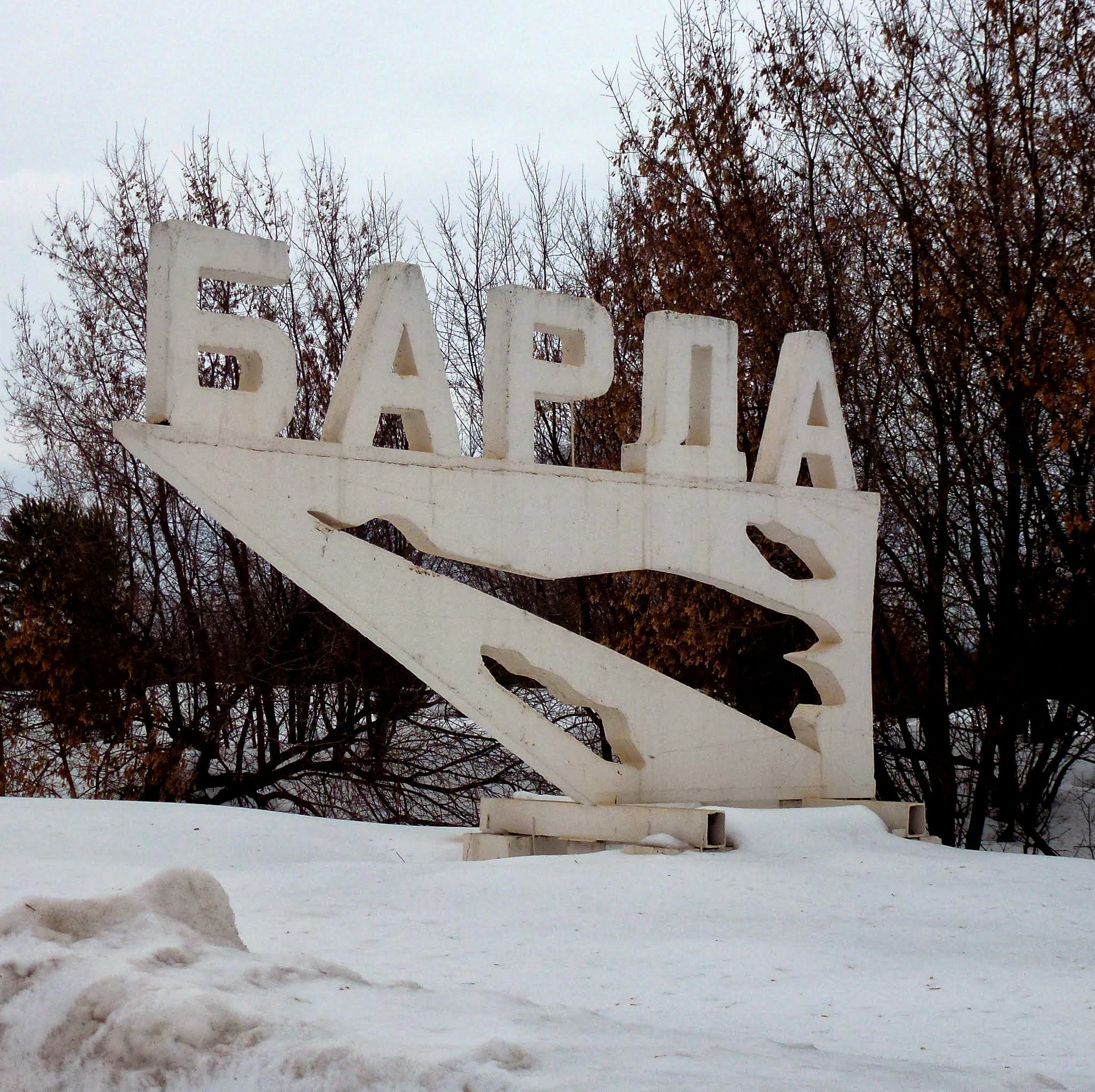

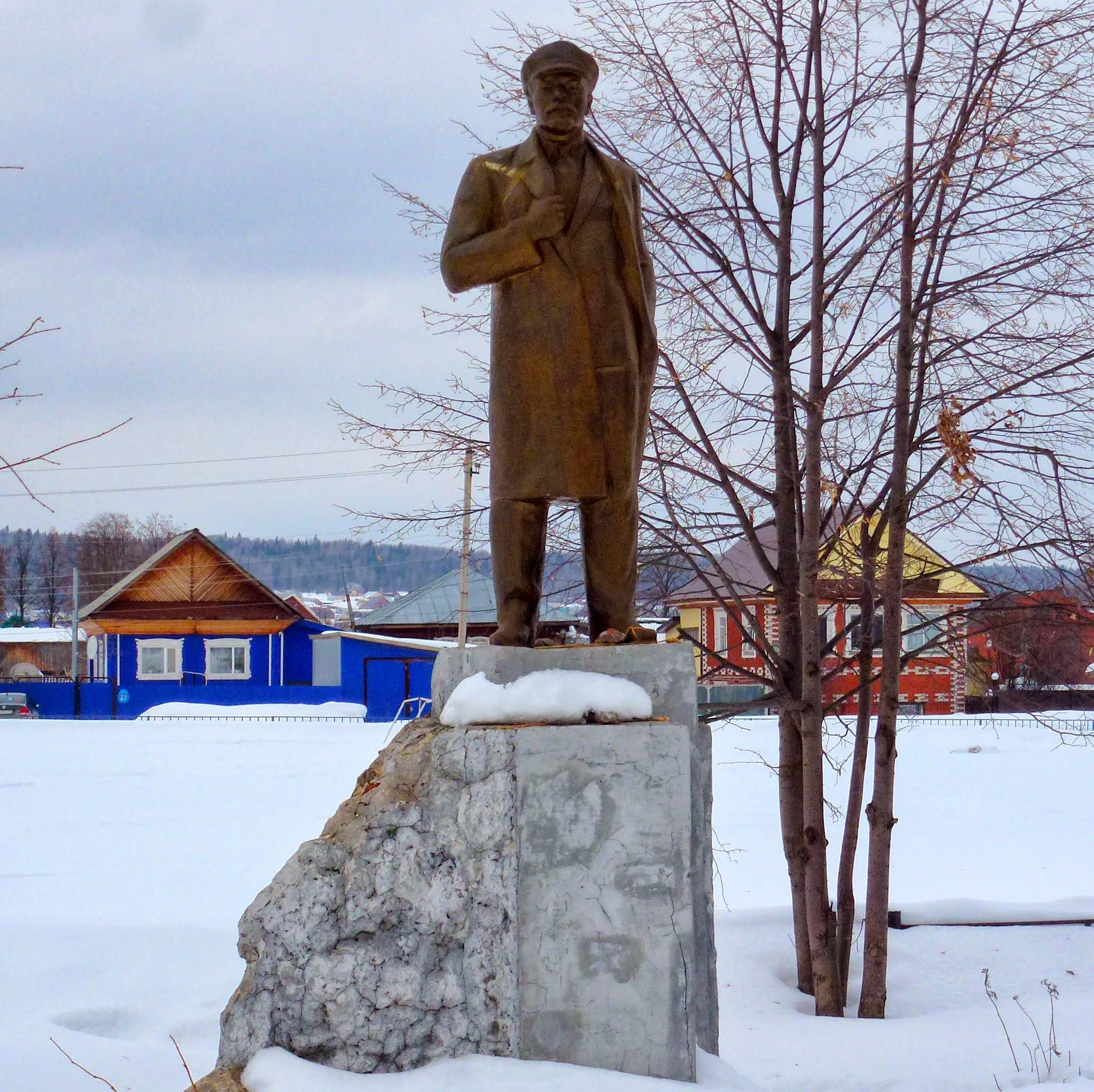
Памятник В. И. Ленину

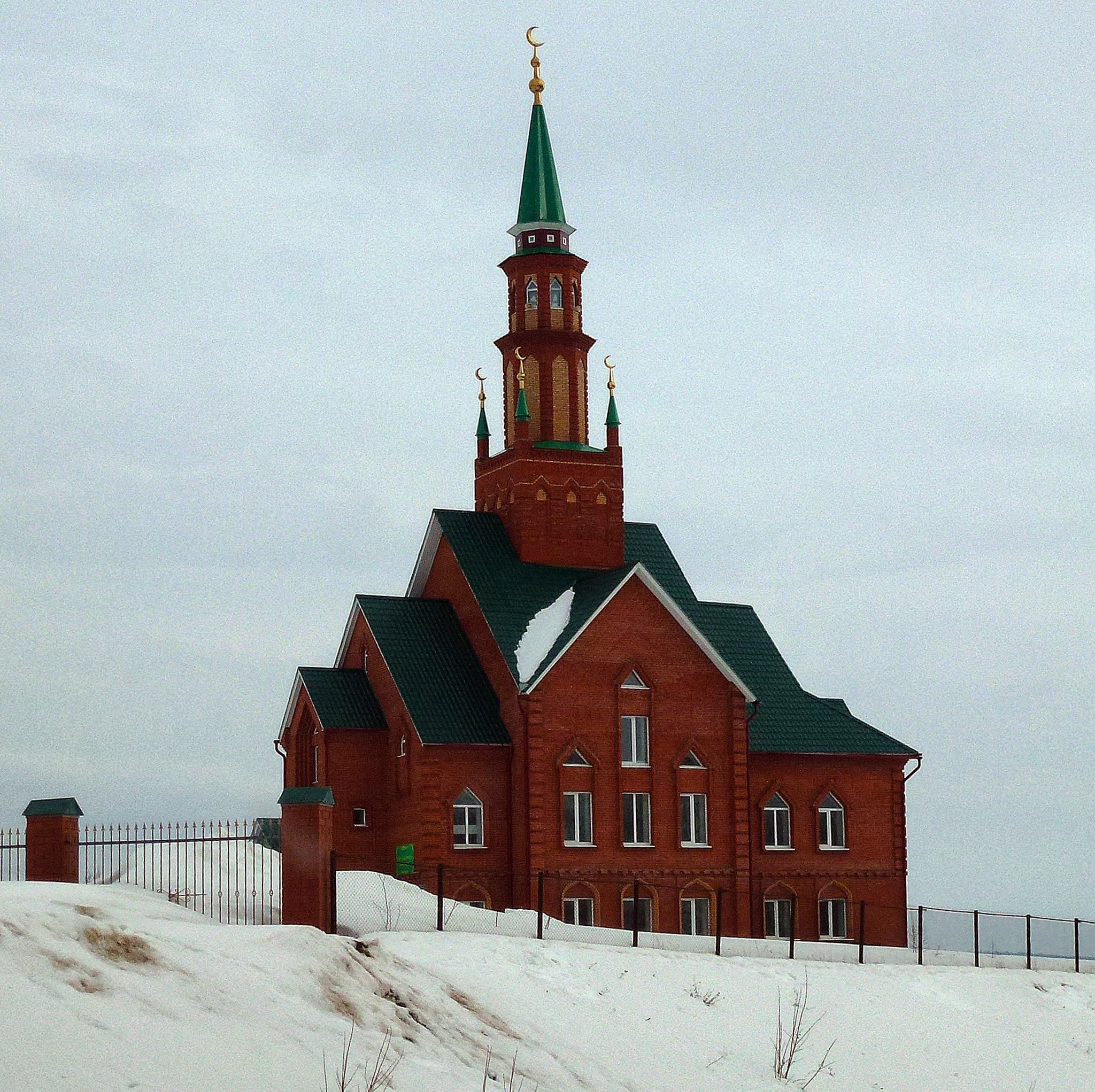
Соборная мечеть

Промышленные предприятия и организации — ООО «Пермгазэнергосервис-Барда», ОАО «Сельхозтехника», ООО «Стройпром», ООО «Лукойл-Пермь, цех добычи нефти и газа-№ 6», участок линейно-производственного управления магистральных газопроводов, сетевой район Чайковских электрических сетей, производственное межхозяйственное предприятие «Агропромэнерго», филиал ЗАО «Фирма Уралгазсервис», ООО «Бардымская ПМК-19», ООО «Строительное управление № 8», ООО «Техмонтаж», типография, МУП «Жилищно-коммунальное хозяйство», пожарная часть № 87, участок электросвязи Осинского ЭТУС, лесничество, Бардымский сельский лесхоз — филиал ФГУ «Пермсельлес», районная больница и роддом.
Автотранспортные предприятия — МУП ПАТП «Бардымский» и ООО «Ашатли».

## Инфраструктура
Из учебных заведений в Барде находятся детские сады «Солнышко» и «Петушок», Национальная Бардымская Гимназия № 1, БСОШ № 2, спецшкола, ПТУ, филиал ЧПГК, МОУ ДОД «Детская школа искусств», МОУ ДОД «Станция Юных Техников».
В Барде действуют татарский народный театр, Образцовый танцевальный коллектив «Дуслык» и другие ансамбли.
Районная газета «Таң» выходит на русском и татарском языках.
Также в Барде открыли молодёжный клуб «Новая волна».

## Религия
Мечети
- Соборная мечеть
- Мечеть

## Достопримечательности
Памятник В. И. Ленину, памятник «Павшим в Великой Отечественной войне 1941—1945 гг.», который к 65-летию Победы в Великой Отечественной войне был отреставрирован и дополнен семью мемориальными стелами, районный краеведческий музей. Построенная силами сельчан самая высокая Соборная мечеть Пермского края. Недалеко от села находятся Бардымские урочища и селища. Живописные берега реки Барда.